# Гамфрі (Небраска)
Гамфрі (англ. Humphrey) — місто (англ. city) в США, в окрузі Платт штату Небраска. Населення — 857 осіб (2020).

## Географія
Гамфрі розташоване за координатами 41°41′19″ пн. ш. 97°29′7″ зх. д. / 41.68861° пн. ш. 97.48528° зх. д. (41.688506, -97.485148).  За даними Бюро перепису населення США в 2010 році місто мало площу 1,29 км², з яких 1,28 км² — суходіл та 0,01 км² — водойми.

## Демографія
Згідно з переписом 2010 року, у місті мешкало 760 осіб у 315 домогосподарствах у складі 219 родин. Густота населення становила 587 осіб/км².  Було 334 помешкання (258/км²).
Расовий склад населення:
| - 98,2 % — білих - 0,5 % — корінних американців - 0,4 % — чорних або афроамериканців |

До двох чи більше рас належало 0,1 %. Частка іспаномовних становила 0,7 % від усіх жителів.
За віковим діапазоном населення розподілялося таким чином: 25,7 % — особи молодші 18 років, 51,8 % — особи у віці 18—64 років, 22,5 % — особи у віці 65 років та старші. Медіана віку мешканця становила 40,6 року. На 100 осіб жіночої статі у місті припадало 103,2 чоловіків;  на 100 жінок у віці від 18 років та старших — 95,5 чоловіків також старших 18 років.
Середній дохід на одне домашнє господарство  становив 58 483 долари США (медіана — 54 107), а середній дохід на одну сім'ю — 72 261 долар (медіана — 70 833). Медіана доходів становила 44 688 доларів для чоловіків та 31 250 доларів для жінок. За межею бідності перебувало 5,4 % осіб, у тому числі 5,4 % дітей у віці до 18 років та 7,2 % осіб у віці 65 років та старших.
Цивільне працевлаштоване населення становило 368 осіб. Основні галузі зайнятості: освіта, охорона здоров'я та соціальна допомога — 26,6 %, виробництво — 13,3 %, сільське господарство, лісництво, риболовля — 10,9 %, будівництво — 10,1 %.